# Tatra KT8D5

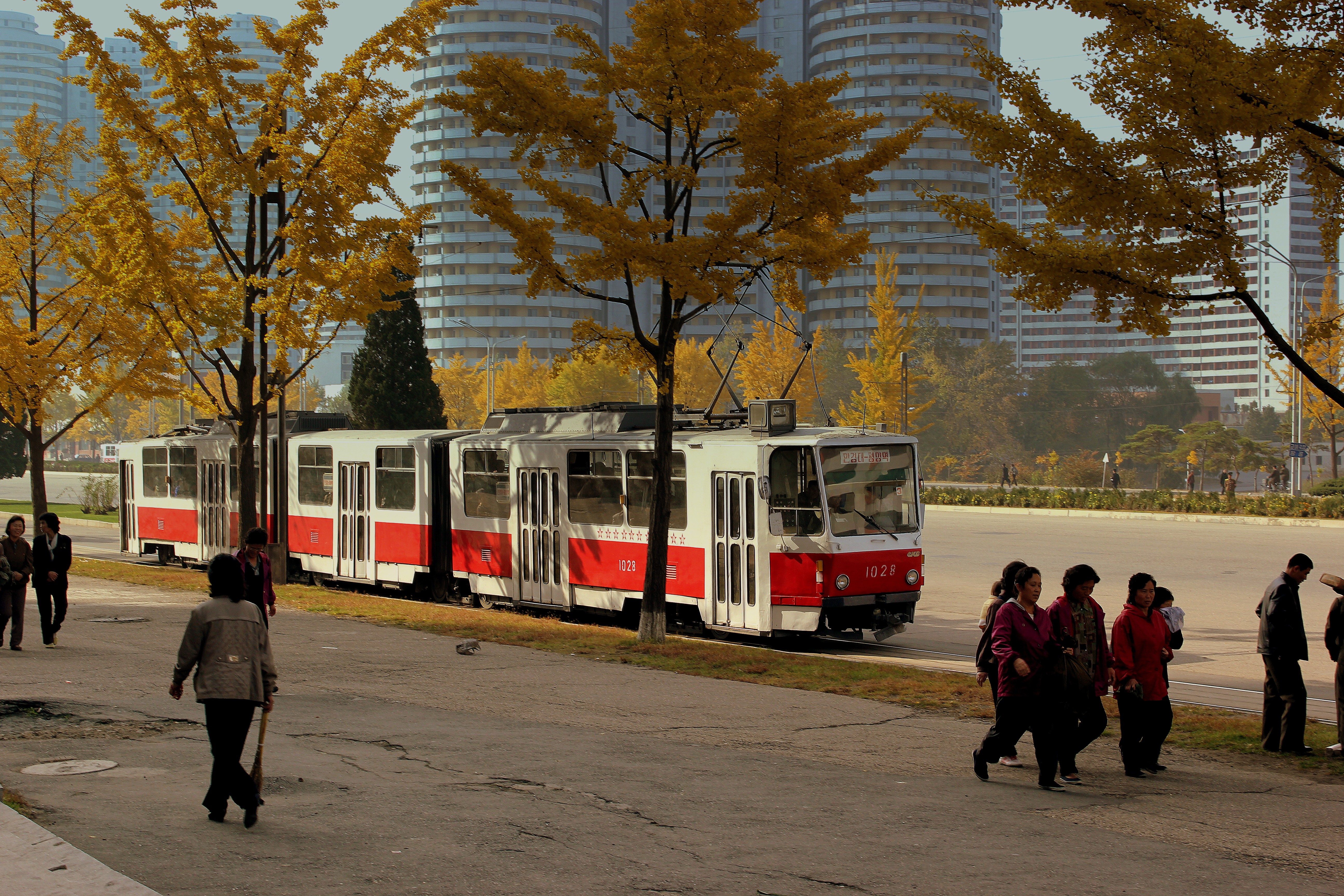
En KT8D5 spårvagn i Pyongyang 2012

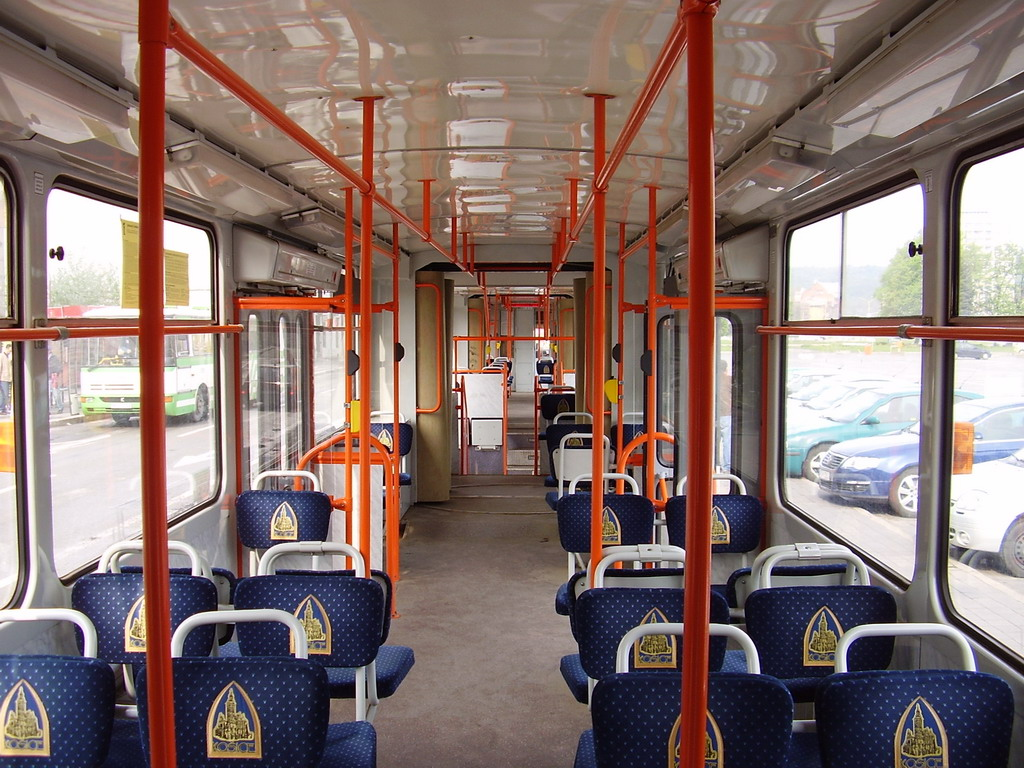
Interiör

Tatra KT8D5 är en tvåriktnings ledspårvagn, som tillverkades 1984–1999 av ČKD Tatra i Tjeckoslovakien i sammanlagt 206 exemplar. Spårvagnen hade samma kantiga formgivning som de samtida Tatra T6A5 och Tatra KT4.  

## Historik
Det fanns i slutet av 1970-talet i Tjeckoslovakien behov av en ny generation spårvagnar. Avsikten var att tillverka en spårvagn med större kapacitet för att möta ökad efterfrågan på kollektiva transporter. Den första prototypen gjordes 1984. De första spårvagnarna kom i trafik 1986 i Brno, Most och Košice.
År 1990 levererades 45 spårvagnar till Pyongyang i Nordkorea.

## Konstruktion
Tatra KT8D5 är en tvåriktnings ledspårvagn med tre sektioner på fyra boggier. Mittsegmentet vilar på två jakobsboggier.

## Leveranser
|                         | By              | År        | Nummer |
| ----------------------- | --------------- | --------- | ------ |
| Tjeckien                | Brno            | 1986–1990 | 23     |
| Slovakien               | Košice          | 1986–1991 | 40     |
| Tjeckien                | Most – Litvínov | 1986–1990 | 8      |
| Tjeckien                | Ostrava         | 1989–1990 | 16     |
| Tjeckien                | Plzeň           | 1989      | 12     |
| Tjeckien                | Prag            | 1986–1990 | 48     |
| Bosnien och Hercegovina | Sarajevo        | 1990      | 1      |
| Nordkorea               | Pjongjang       | 1990      | 45     |
| Ryssland                | Volgograd       | 1990      | 1      |
| Sum:                    | Sum:            | Sum:      | 199    |

## Bildgalleri

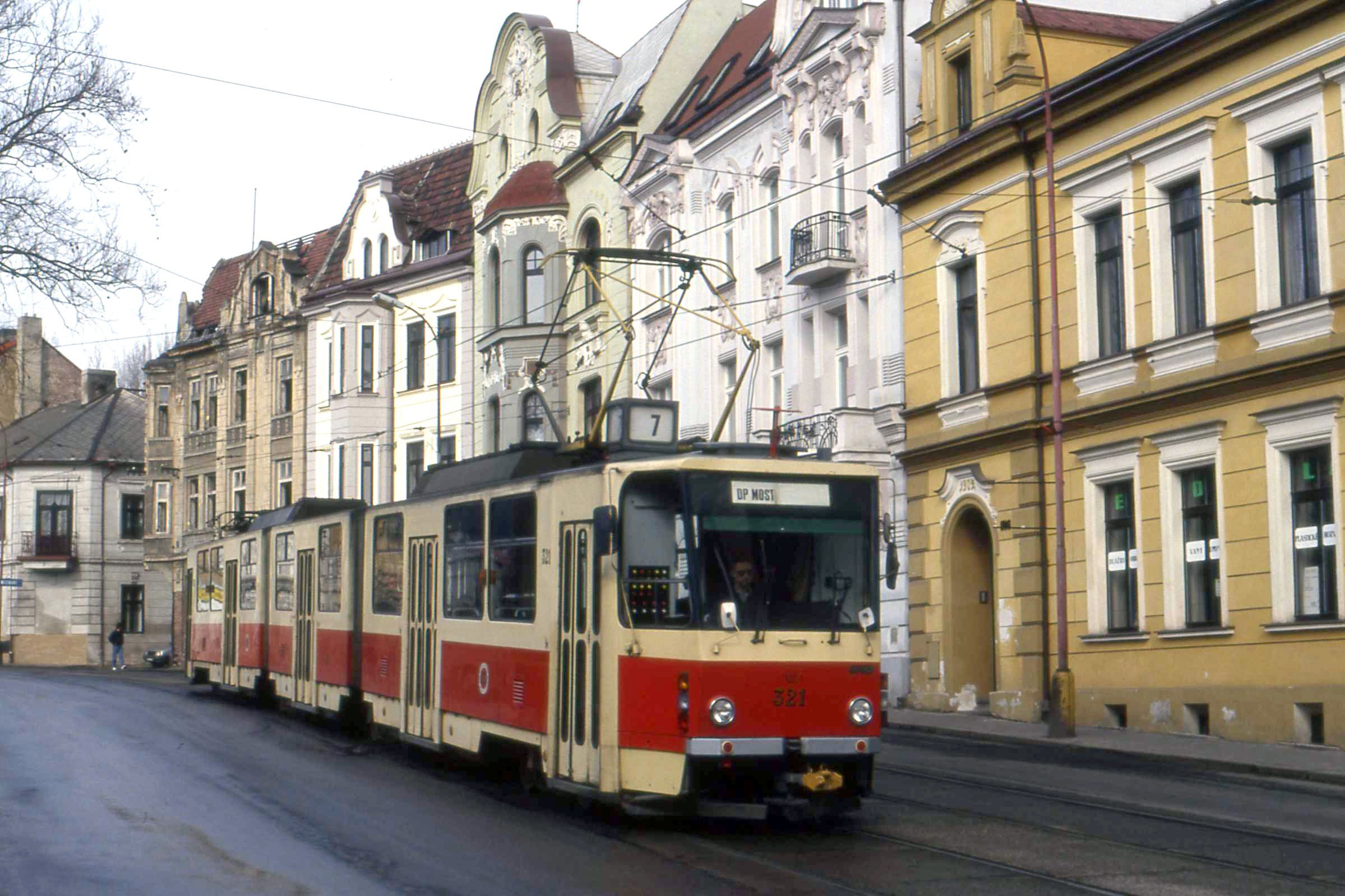
Tatra KT8D5 i Litvínov i Tjeckien 1994
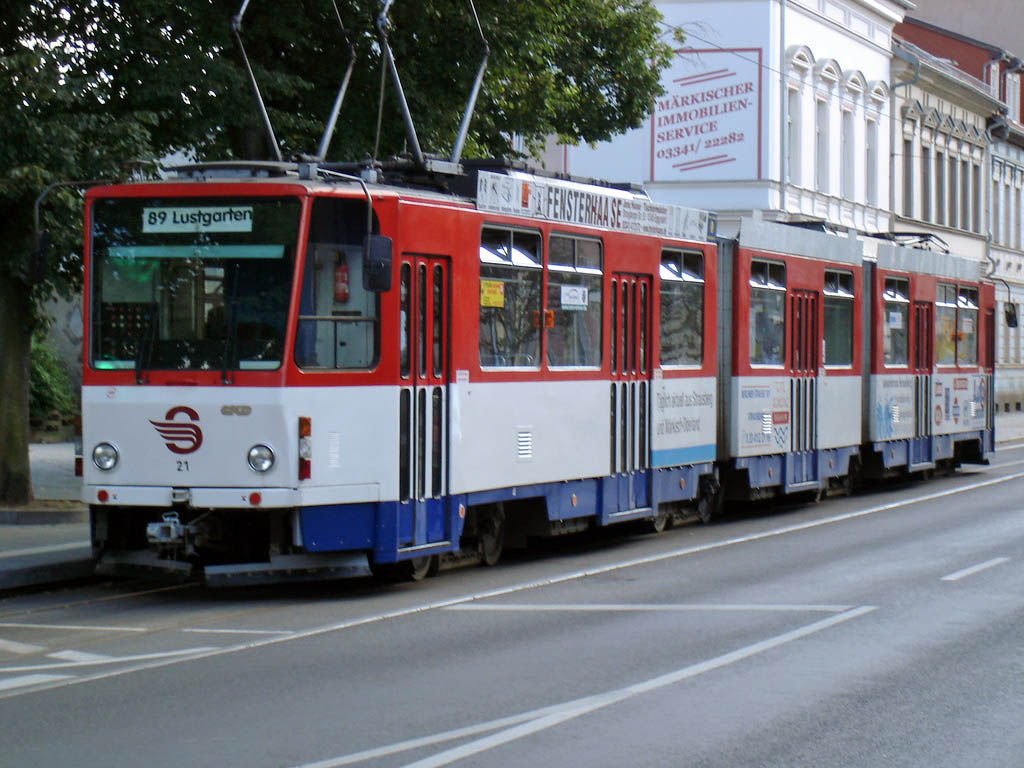
Tatra KT8D5 i Strausberg i Tyskland